# Tellico
Tellico est un logiciel libre du projet KDE qui permet de gérer diverses collections. Il offre des types prédéfinis par défaut (livres, musique, jeux vidéo, BD, timbres, etc) mais il permet également de définir des collections personnalisées avec des champs spécifiques pour s'adapter aux besoins de chacun.
Tellico peut importer ou exporter les données aux formats CSV, XML (avec transformation (XSLT), BibTex, BibTeXML, MODS, ONIX, RIS, HTML, etc. Un module permet d'extraire les données bibliographiques ou de citer les entrées dans LyX.
Tellico peut aussi importer ou exporter les formats d'autres logiciels similaires : Alexandria, Delicious, GCStar, Referencer, Goodreads, Griffith, VinoXML, PilotDB, …
Tellico sait aussi importer les données depuis une grande quantité de sources disponible sur Internet : on peut par exemple à partir du code ISBN récupérer toutes les informations sur un livre. Ces sources concernent principalement les livres, les films, les disques, les logiciels et les publications scientifiques. Mais Tellico peut aussi utiliser les modules de sources du logiciel GCStar.
Disponible sous la licence GPL, Tellico est un logiciel libre.